# Normativna etika

Normativna etika proučava etičko ponašanje i grana je filozofske etike, koja istražuje pitanja koja se pojavljuju u vezi s tim kako treba djelovati, u moralnom smislu.
Normativna etika razlikuje se od metaetike po tome što normativna etika ispituje standarde ispravnosti i pogrešnosti postupaka, dok metaetika proučava značenje moralnoga jezika i metafiziku moralnih činjenica. Isto tako, normativna etika razlikuje se od primijenjene etike po tome što se prva više bavi time 'kakav bi tko trebao biti', a ne etikom određenog pitanja (npr. je li ili kada je pobačaj prihvatljiv). Normativna etika također se razlikuje od deskriptivne etike, budući da je potonja empirijsko istraživanje moralnih uvjerenja ljudi. U tom kontekstu normativna etika ponekad se naziva preskriptivnom, za razliku od deskriptivne etike. Međutim, u određenim inačicama metaetičkoga pogleda na moralni realizam, moralne činjenice su i deskriptivne i preskriptivne u isto vrijeme.
Za adekvatno opravdanje normi potrebno je objašnjenje tih normi. Mora biti objašnjenje zašto baš određeni ciljevi, zašto određene zabrane itd. Treba dati težinu određenim odlukama, a ne nekim drugima. Ako se ne može dati koherentno objašnjenje normi (ili pokazati da ne zahtijevaju dodatno obrazloženje), ona se ne mogu smatrati opravdanima i može postojati razlog za njihovo odbacivanje. Stoga postoji zahtjev za objašnjenjem normi u moralnoj teoriji.
Većina tradicionalnih moralnih teorija počiva na principima koji određuju je li neka akcija ispravna ili pogrešna. Klasične teorije u tom smislu uključuju utilitarizam, kantijanizam i neke oblike kontraktarizma. Te teorije uglavnom su nudile korištenje sveobuhvatnih moralnih principa za rješavanje teških moralnih odluka.